# 萨吕法则

萨吕法则是指行列式的數值是實線部份斜線乘積的和減去虛線部份斜線乘積的和

萨吕法则（Sarrus' rule）是計算3×3矩陣行列式的记忆术，得名自19世紀的法國數學家皮埃爾·弗雷德里克·薩呂。
考慮3×3矩陣
{\displaystyle M={\begin{pmatrix}a_{11}&a_{12}&a_{13}\\a_{21}&a_{22}&a_{23}\\a_{31}&a_{32}&a_{33}\end{pmatrix}},}
其行列式可以用以下方式計算：
將前二直行的數值寫在第三行的右邊，讓矩陣變成一個五行的列矩陣，然後將從左上到右下對角線（圖中的實線部份）數字的乘積和減去將從右上到左下對角線（圖中的虛線部份）數字的乘積和，可以得到：

另一種垂直的排列法

{\displaystyle \det(M)={\begin{vmatrix}a_{11}&a_{12}&a_{13}\\a_{21}&a_{22}&a_{23}\\a_{31}&a_{32}&a_{33}\end{vmatrix}}=a_{11}a_{22}a_{33}+a_{12}a_{23}a_{31}+a_{13}a_{21}a_{32}-a_{31}a_{22}a_{13}-a_{32}a_{23}a_{11}-a_{33}a_{21}a_{12}.}
類似方式也可以計算2×2矩陣的行列式：
{\displaystyle \det(M)={\begin{vmatrix}a_{11}&a_{12}\\a_{21}&a_{22}\end{vmatrix}}=a_{11}a_{22}-a_{21}a_{12}.}
萨吕法则是萊布尼茨行列式公式的特例，不適用於4×4或是更大的矩陣。萨吕法则也可以用3×3矩陣的拉普拉斯展开求得。
另一種記憶萨吕法则的方式是想像矩陣是寫在圓柱表面，讓矩陣的左邊和右邊是連通的。

## 外部連結
- Sarrus' rule at Planetmath （页面存档备份，存于）
- Linear Algebra: Rule of Sarrus of Determinants  （页面存档备份，存于） at khanacademy.org